# Teeach
Teeach es una aplicación web de tipo Ambiente Educativo Virtual, para la gestión de centros educativos (como institutos y academias o aprendizaje virtual), de distribución libre. Este tipo de plataformas tecnológicas también se conoce como LCMS (Learning Content Management System). La versión más reciente es la 0.1 Pre-Alpha
El proyecto se inició el 15 de enero de 2015. Pero no fue hasta el 21 de julio de 2015 cuando se lanzó la primera versión oficial (0.1 Pre-Alpha) que ya incluía gestión de usuarios, los grupos, posts, material de asignaturas y administración, mensajes, etc.
Teeach está enfocado tanto al aprendizaje virtual, como a la herramienta perfecta para centros y academias.
Una de las ventajas es que respaldan la interacción grupal, al mismo tiempo que permite la conversación privada entre los estudiantes. Este medio es ideal para llevar a cabo evaluaciones del curso; en este caso el docente prepara una serie de preguntas y las plantea durante la realización del encuentro con sus estudiantes. Todos los participantes responden y, al mismo tiempo, pueden hacer observaciones sobre los comentarios expresados por los demás compañeros. Todos los participantes pueden contribuir simultáneamente mientras el sistema los identifica automáticamente y al finalizar aparece una transcripción del encuentro. No obstante, es necesario resaltar que estas herramientas sólo pueden ser utilizadas conectados a Internet.

## Origen del nombre
La palabra Teeach viene del verbo Teach (en inglés, enseñar) con otra "e" más, simbolizando que es a través de internet (haciendo referencia al logotipo de Internet Explorer y Microsoft Edge).